# Kencana Agri
Kencana Agri Limited，簡稱Kencana Agri（SGX：F9M）是一家印度尼西亚食品公司。

## 历史
在1995年由Henry Maknawi創立，業務主要在印尼經營農業各類產品。
總部位於36 Armenian Street #03-02 Singapore 179934，以及Kencana Tower, 9th Floor Business Park Kebon Jeruk Jalan Raya Meruya Ilir No.88 Jakarta Barat 11620 Indonesia。該股份在2008年7月25日於新加坡交易所主板上市，招股價為0.305坡元，配售股份為200,000,000股，集資額為61,000,000坡元。

## 連結
- KencanaAgri.com （页面存档备份，存于）